# I Should Be So Lucky
"I Should Be So Lucky" je pop-dance pjesma australske pjevačice Kylie Minogue. Objavljena je kao drugi singl s njenog albuma Kylie 29. prosinca 1987. godine u izdanju diskografskih kuća PWL i Mushroom.  

## O pjesmi
"I Should Be So Lucky"  je pop-dance pjesma koju su napisali i producirali Stock Aitken Waterman. 
Pjesma je objavljena kao drugi singl s albuma Kylie u prosincu 1987. godine. Postigla je komercionalni uspjeh, dospjevši na jedno od prvih deset mjesta na većini top ljestvica na koje je ušla, te prvo mjesto u Ujedinjenom Kraljevstvu i Australiji. Pjesma je bila najprodavaniji singl u Australiji 1988. godine i prozvana "snimkom godine"  (Record of the Year) u Japanu.

### Pozadina i objavljivanje
Nakon uspjeha njenog debitantskog singla "Locomotion" u Australiji, Minogue je otputovala u London da radi s uspješnim britanskim produkcijskim timom Stock, Aitken and Waterman. Malo su poznavali Minogue i zaboravili da je ona stigla. Zbog toga su napisali "I Should Be So Lucky" za 40 minuta dok je ona čekala u studiju. Mike Stock napisao je tekst pjesme pod izgovorom da je naučio nešto o Minogue prije nego što je stigla. Vjerovao je da, pošto je bila uspješna zvijezda sapunica u Australiji i jako talentirana, mora biti nešto pogrešno s njom i shvatio da mora biti nesretna u ljubavi. Minogue je snimila pjesmu za manje od sat vremena, sa Stockovim pohvalama na njeno dobro uho za glazbu i brzo pamćenje. Nakon što je završila sa snimanjem vratila se u rodnu Australiju da nastavi rad na sapunici Neighbours.
"I Should Be So Lucky" je dance-pop pjesma praćena klavijaturama i gitarama. Ima umjereni tempo od 120 otkucaja po minuti. Napisana je u C ključu, što je neobično za pop pjesmu. Raspon Minogueinih vokala je od D4 do C5,

### Uspjeh na top ljestvicama
"I Should Be So Lucky" ušla je na britansku top ljestvicu UK Singles Chart 9. siječnja 1988. godine na 90. mjestu, a nakon 5 tjedana završila je na prvom mjestu. Postala je treći najprodavaniji singl godine s prodanih 672,568 primjeraka. U Australiji pjesma je dospjela na prvo mjesto tamošnje ARIA ljestvice i postala je najprodavaniji singl 1988. godine u toj državi. Pjesma je dospjela na prvo mjesto i u Finskoj, Njemačkoj, Izraelu i Japanu. 1989. godine pjesma je imenovan aza pjesmu godine u Japanu.
"I Should Be So Lucky" je dospjela na 28. mjesto Billboardove ljestvice Hot 100 tako postajući Minogueino prvo izdanje koje je dospjelo na jedno od prvih 40 mjesta te ljestvice. Pjesma je dospjela na 10. mjesto ljestvice Hot Dance Club Play i 32. mjesto ljestvice Hot Dance Singles Sales. U Kanadi pjesme je dospjela na 25. mjesto tamošnje ljestvice. U Švedskoj je prodano 20 781 primjeraka singla, a u Francuskoj 249.000 primjeraka.

### Izvođenja uživo
Minogue je izvodila pjesmu na sljedećim koncertnim turnejama:
- Disco in Dream/The Hitman Roadshow
- Enjoy Yourself Tour (Extended Mix)
- Rhythm of Love Tour
- Let's Get to It Tour
- Intimate and Live Tour (Torch inačica)
- On A Night Like This Tour (Torch inačica)
- KylieFever2002 (u medleyu s pjesmom "Dreams")
- Showgirl: The Greatest Hits Tour
- Showgirl: The Homecoming Tour
- KylieX2008 (dodana kao završni dio od nastupa 17. svibnja u Bukureštu)
- For You, For Me Tour (kao završni dio koncerta u Hollywoodu i New Yorku)

Također ju je izvodila u televizijskoj emisiji An Audience with Kylie 2001. godine.

### Obrade i korištenja u popularnoj kulturi
Popularna televizijska emisija skeč komedije French & Saunders napravila je parodiju na "I Should Be So Lucky". 1992. godine, egipatski pop pjevač Simon snimio je obradu pjesme na arapskom jeziku pod nazivom "Bahibak Aawy". Francuski gitarist Noel Akchote je u svoj album "So Lucky" iz 2007. godine uključio instrumentalnu obradu pjesme. U rujnu 2007. godine objavljen je album Dolce Vita od španjolske pjevačice Soraye Arnelas na kojem je bila obrada pjesme "I Should Be So Lucky". Iste godine je japanski duo mihimaru GT objavio hip hop obradu pjesme. Objavljena je kao singl s dvije A-strane zajedno s pjesmom "Ai Kotoba" u studenom 2007. godine u Japanu. 2008. godine objavljena je rock inačica pjesme na albumu Rethroned od glazbenog sastava Northern Kings'.
Originalna inačica od Kylie Minogue bila je u filmu Cookie iz 1989. godine.

### Kao satira
Britanska satirična emisija Spitting Image napravila je svoju inačicu pjesme I Should Be So Lucky s kojom je odvela Minogue u život sličan životu Frankensteina iz starog filma iz 1930-tih. Akcija se kreće iz laboratorija u stan na sličan način kao i u spotu za pjesmu. 
I u australskoj sapunici Neighbours bilo je ruganje na pjesmu, u trenutku kad je Charlene Mitchell, kasnije Robinson bila najpoznatija u tom vremenu, što implicira da je bila sretna što je bolja od ostalih zvijezda sapunica, imenom Paula Henryja koji je bio Benny Hawkins u britanskoj drami Crossroads.
Stock, Aitken i Waterman su kombinirali izmiješali snimke Minogueinog glasa i napravilu inačicu u kojoj ona zvuči poput Ricka Astleya

## Popis pjesama
| 7" vinilni singl 1. "I Should Be So Lucky" – 3:24 2. "I Should Be So Lucky" (instrumental) – 3:24 12" vinilni singl 1. "I Should Be So Lucky" (extended mix) – 6:08 2. "I Should Be So Lucky" (instrumental) – 3:24 12" remiks 1. "I Should Be So Lucky" (bicentennial remix) – 6:12 2. "I Should Be So Lucky" (instrumental) – 3:24 Sjevernoamerički 12" vinilni singl 1. "I Should Be So Lucky" (extended mix) – 6:08 2. "I Should Be So Lucky" (bicentennial remix) – 6:12 3. "I Should Be So Lucky" (instrumental) – 3:24 | Digitalni EP na iTunesu - remiksevi (Nije bilo dostupno kad i originalno izdanje. Prvi put je objavljeno 2009. kao dio iTunes PWL arhive.) 1. "I Should Be So Lucky" (promijenjena inačica) 2. "I Should Be So Lucky" (the bicentennial remix) 3. "I Should Be So Lucky" (7' instrumental) 4. "I Should Be So Lucky" (7' backing track) 5. "I Should Be So Lucky" (12' remix) 6. "I Should Be So Lucky" (12' remix instrumental) 7. "I Should Be So Lucky" (12' remix backing track) Ostale službene inačice 1. "I Should Be So Lucky/Dreams" (Fever2002 Tour Studio Version) |

## Videospot
Spot za pjesmu "I Should Be So Lucky" snimljen je u studenom 1987. godine pod redateljskom palicom Chrisa Langmana u studiju Channela 7 u Melbournu. Spot prikazuje Minogue kako prolazi kroz svoj dom, pa kako pleše ispred išarane tale na kojoj piše I luv u (I love you – Volim te.) Javnosti prikazuje Minoguein imidž slatke, dobre, mlade "djevojke iz susjedstva", te scene njenog kikotanja i pravljenja smiješnih izraza lica u kameru. 
Druga inačica spota napravljena je za izravnu televizijsku promociju. Ta inačica prikazuje Minogue kako se vozi po Sidneyu u automobilu s nekoliko prijatelja dok joj prolaznici mašu.
Premijera spota bila je u Ujedinjenom Kraljevstvu u siječnju 1988. godine. Potpuna inačica pjesme "I Should Be So Lucky" s spotom objavljivana je komercionalno u nekoliko VHS i DVD kolekcija. Najnovija od tih je Minoguein kompilacijski album Ultimate Kylie iz 2004. godine.

## Top ljestvice
| Top ljestvica (1987/88.) | Najviša pozicija |
| ------------------------ | ---------------- |
| Australija               | 1                |
| Austrija                 | 4                |
| Europa                   | 1                |
| Francuska                | 4                |
| Irska                    | 1                |
| Japan                    | 1                |
| Južna Afrika             | 1                |
| Nizozemska               | 12               |
| Njemačka                 | 1                |
| Novi Zeland              | 3                |
| Norveška                 | 5                |
| Švedska                  | 13               |
| Švicarska                | 1                |
| Ujedinjeno Kraljevstvo   | 1                |
| SAD Billboard Hot 100    | 28               |
| SAD Hot Dance Club Play  | 10               |

| Ljestvica (1988.) | Pozicija |
| ----------------- | -------- |
| Australija        | 5        |
| Austrija          | 30       |
| Švicarska         | 16       |

| Država                 | Certifikacija | Datum           | Prodaja |
| ---------------------- | ------------- | --------------- | ------- |
| Francuska              | srebrna       | 1988.           | 250 000 |
| Njemačka               | zlatna        | 1988.           | 250 000 |
| Ujedinjeno Kraljevstvo | zlatna        | 1. ožujka 1988. | 400 000 |

## Impresum
- Kylie Minogue – glavni vokali
- Dee Lewis, Mae McKenna – pozadinski vokali
- Mike Stock – pozadinski vokali, klavijature
- Matt Aitken – gitare, klavijature
- Mark McGuire - tehnika
- Pete Hammond - mikseta[3]